# 부산광역시의료원
부산광역시의료원은 부산광역시청 산하의 병원이다. 지역거점공공병원으로 지정되었다.

## 연혁
- 1876년 관립제생의원 창설
- 1894년 부산공립병원으로 개칭
- 1907년 부산거류민단병원으로 개칭
- 1914년 부산부립병원으로 개칭
- 1947년 부산시립병원으로 개칭
- 1982년 지방공사부산직할시의료원 설치
- 1995년 지방공사부산광역시의료원으로 개칭
- 2006년 부산광역시의료원으로 개칭

## 진료과목
신장내과, 내분비내과, 호흡기내과, 심장내과, 류마티즘내과, 혈액종양내과, 소화기내과, 외과, 흉부외과, 신경외과, 정형외과, 피부과, 비뇨기과, 산부인과, 소아청소년과, 안과, 이비인후과, 정신건강의학과, 신경과, 재활의학과, 가정의학과, 응급의학과(응급실), 영상의학과, 마취통증의학과(수술실), 진단검사의학과, 병리과, 치과

## 외부 링크

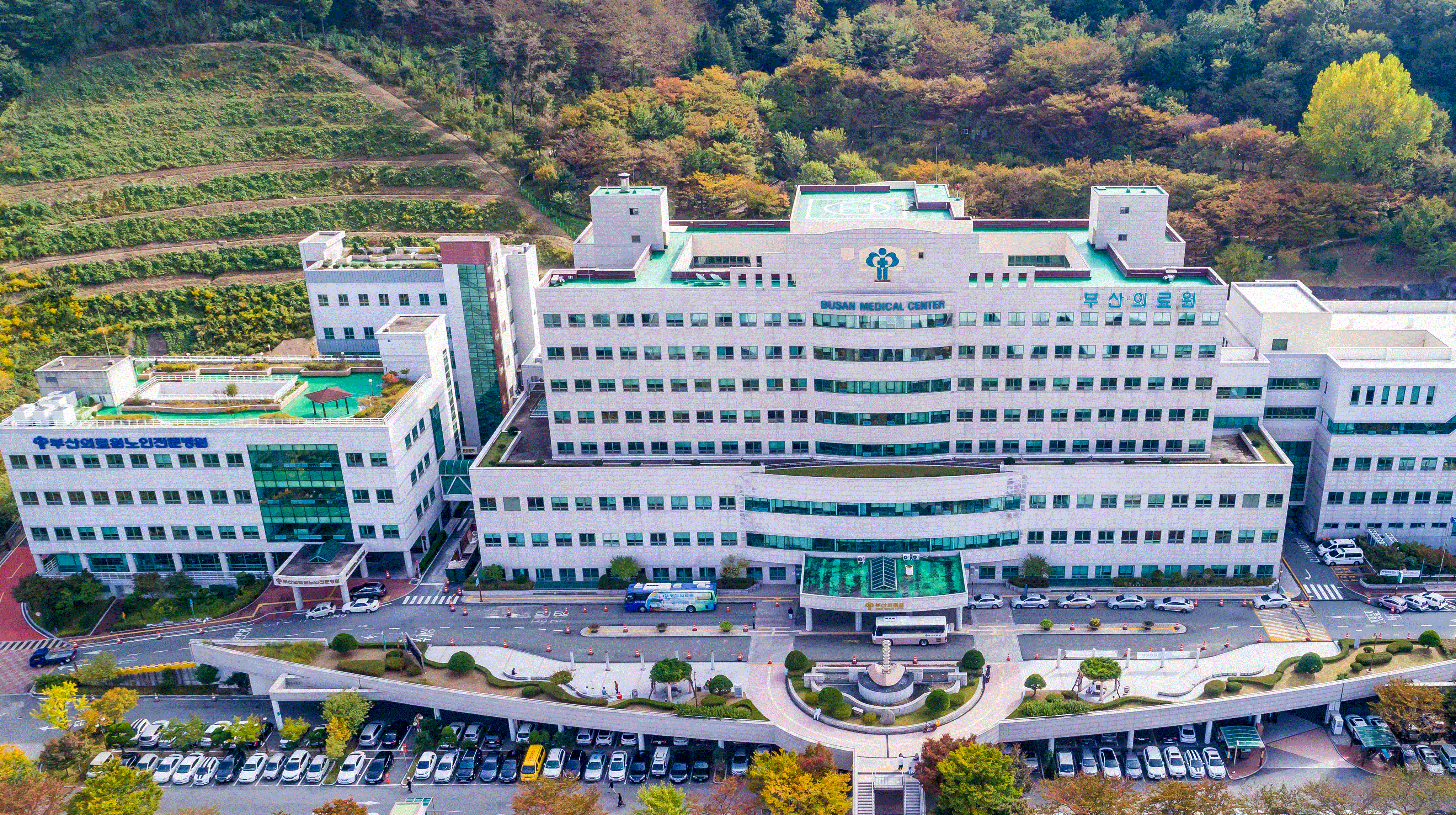
부산의료원